# Edgewater (Colorado)
Edgewater è un centro abitato (city) degli Stati Uniti d'America, situato nella contea di Jefferson dello Stato del Colorado. Nel censimento del 2000 la popolazione era di 5.445 abitanti.

## Geografia fisica
Secondo i rilevamenti dell'United States Census Bureau, Edgewater si estende su una superficie di 1,8 km².